# フォー・ベアーズ橋
フォー・ベアーズ橋（フォー・ベアーズばし、英: Four Bears Bridge）は、アメリカ合衆国、ノースダコタ州のミズーリ川に架けられた橋梁であり、ノースダコタ州で二番目に長い橋梁である。名前は、フォー・ベアーズ橋が含まれるフォート・バートホールド特別保留地に住む部族の首長の名に因む。
以前は、ノースダコタの地を初めて探検したヨーロッパの探検家に因んで名付けられたベレンドライ橋 (Verendrye Bridge) が架かっていたが、1955年、初代フォー・ベアーズ橋によって置き換えられた。このときの橋は、下流のガリソンダム (Garrison Dam) 建設で特別保留地が分断されてしまうことへの対策として架けられたものである。構造および材質は、パーカートラスと平行弦トラスの複合鉄橋である。現在の橋梁は初代のものを2005年に置き換えたものである。国家歴史保存法 (National Historic Preservation Act, NHPA) の対象事業であり、ノースダコタ州・連邦政府と原住民部族との間で話し合いが行われた。2005年9月2日午前10時頃（現地時間）に開通し、同年10月3日に開通式が行なわれた。
現在の橋には、特別保留地に住む3種の部族に伝わる遺産を表現したプレートが飾られている。 
2004年11月30日、建設中だった二代目の橋梁の一部が崩落し、作業員の一人が死亡し、3人が負傷している。事業費は、ノースダコタ州交通省の事業としては史上最高を記録し、5,500万ドルまで膨らんだ。

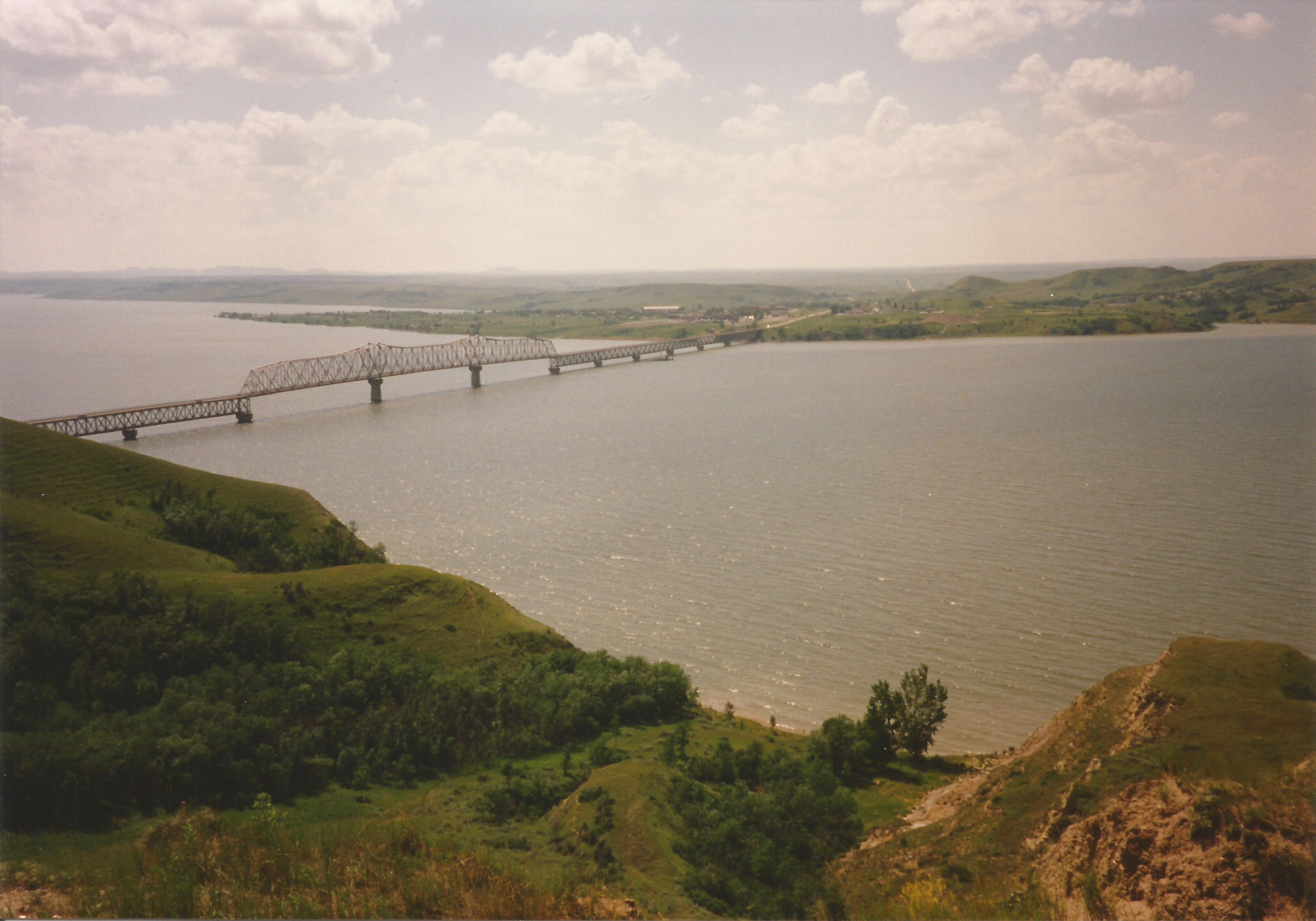
初代フォー・ベアーズ橋（1994年撮影）
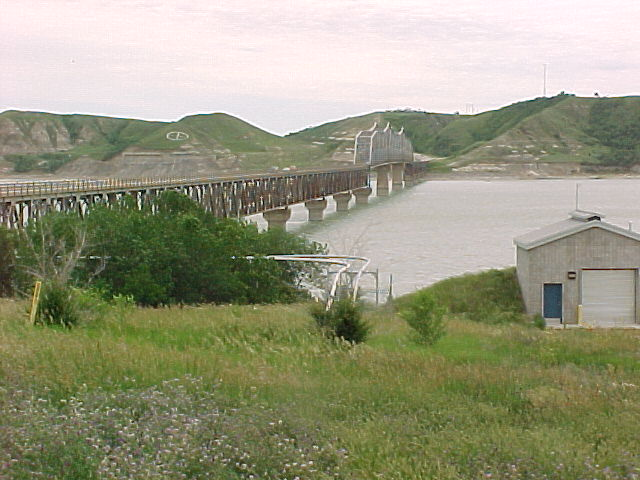
初代フォー・ベアーズ橋（2001年撮影）